# 八木ナガハル
八木 ナガハル（やぎ ナガハル）は日本の漫画家。同人作家。
コミティアなどの同人誌即売会、電子書籍等で作品を発表している。

## 作品リスト
同人誌で頒布された後、電子書籍で配信されることが多い。2018年に初単行本が駒草出版から刊行された。

### 単行本
- 『無限大の日々』[1]（駒草出版、2018年2月28発行、ISBN 978-4-905447-93-1）
収録作品
  - 「SCF特異昆虫群」[1]
  - 「蟻の惑星」[1]
  - 「ツォルコフスキー・ハイウェイ」[1]
  - 「ユニティ」[1]
  - 「幸運発生機」[1]
  - 「病院惑星」[1]
  - 「鞭打たれる星」[1]
  - 「巨大娘の眠り」[1]
- 『惑星の影さすとき』[2]（駒草出版、2019年6月7日発行、ISBN 978-4-909646-20-0）
収録作品
  - 「2^999」[2]
  - 「地球貫通トンネル」[2]
  - 「無限登山」[2]
  - 「ウォーバイター」[2]
  - 「囚人惑星」[2]
  - 「隕石落下なう」[2]
  - 「鳩の餌を作っている会社だけど何でも質問に答えます」[2]
  - 「星を見る顔」[2]
  - 「ワイルドファイア」[2]
  - 「夏休み」[2]
- 『物質たちの夢』[3]（駒草出版、2020年2月29日発行、ISBN 978-4-909646-28-6）
収録作品
  - 「空飛ぶハサミ」[3]
  - 「口から生まれるもの」[3]
  - 「光のない道」[3]
  - 「拝脳教」[3]
  - 「教育機械」[3]
  - 「台風娘」[3]
- 『時の闇の彼方に』（駒草出版、2022年7月22日発売[4]、ISBN 978-4-594-09221-4
収録作品
  - 「電気動物」[4]
  - 「受動的知性体」[4]
  - 「氷の惑星にて」[4]
  - 「生物粘土」[4]
  - 「自由機械」[4]
  - 「漂流船ステアパイク」[4]
- 『人類圏』（駒草出版、2023年8月12日発売[5]、ISBN 978-4-909646-68-2）
収録作品
  - 「廃墟の住人たち」[5]
  - 「人工大陸にて」[5]
  - 「50年の休暇」[5]
  - 「人類の品種改良事業団」[5]
  - 「星間地政学」[5]
  - 「宗教デザイナー」[5]
  - 「戦場2022505」[5]
- 『星々の支配者』（駒草出版、2024年6月3日発売[6]、ISBN 978-4-909646-78-1）
収録作品
  - 「惑星スカラブラエ」[6]
  - 「第2の入り口」[6]
  - 「地中式太陽光発電所」[6]
  - 「非思考ゲーム」[6]
  - 「保護領域」[6]
  - 「雑草のごとくに」[6]
  - 「敗北する権利をやろう」[6]
  - 「地球文書」[6]

### 商業作品への掲載
- 「2^999（2の999乗）」（2008年4月19日 ウルトラジャンプ5月号）
- 「地球貫通トンネル」（2008年8月19日 ウルトラジャンプ9月号）
- 「無限登山」（2009年5月19日 ウルトラジャンプ5月号）
- 「ウォーバイター」（2010年3月19日 ウルトラジャンプ4月号）[7]
- 「無限登山」（2010年7月30日 量子回廊 年刊日本SF傑作選）[8]